# Campeonato Rondoniense de Futebol de 2013
O Campeonato Rondoniense de 2013 foi a 72.ª edição desta competição futebolística organizada pela Federação de Futebol do Estado de Rondônia (FFER).
O título da competição ficou com o Vilhena, que conquistou o campeonato após vencer o Pimentense na decisão pelo placar agregado de 6–3. Com esses resultados, o clube obteve o seu quarto título na história da competição e também o direito de disputar a Série D de 2013 e Copa do Brasil de 2014.
Por outro lado, o rebaixamento à segunda divisão foi definida na décima rodada. Ji-Paraná teve o rebaixamento confirmado após uma derrota por 1–0 frente o Espigão. Com a extinção da segunda divisão, o Ji-Paraná manteve-se na primeira divisão.

## Formato e participantes
O regulamento do Campeonato Rondoniense de 2013 permaneceu o mesmo ao da edição anterior: numa primeira fase, as agremiações disputaram entre si em jogos de turno e returno, classificando, após doze rodadas, as quatro melhores colocadas. A partir das semifinais, o torneio adotou um sistema eliminatório, na qual o melhor colocado, na etapa inicial, jogava por dois resultados iguais, tendo o mando de campo no segundo jogo. O último colocado seria rebaixado à segunda divisão estadual. Os sete participantes dessa edição foram:
| Equipe         | Cidade          | Títulos            |
| -------------- | --------------- | ------------------ |
| Ariquemes      | Ariquemes       | —                  |
| Espigão        | Espigão d'Oeste | 1 (2011)           |
| Genus          | Porto Velho     | —                  |
| Ji-Paraná      | Ji-Paraná       | 9 (último em 2012) |
| Pimentense     | Pimenta Bueno   | —                  |
| Rolim de Moura | Rolim de Moura  | —                  |
| Vilhena        | Vilhena         | 3 (último em 2010) |

## Resultados

### Primeira fase
| Pos | Equipe         | Pts | J  | V | E | D | GP | GC | SG | Classificado                |
| --- | -------------- | --- | -- | - | - | - | -- | -- | -- | --------------------------- |
| 1   | Pimentense     | 21  | 12 | 6 | 3 | 3 | 24 | 17 | +7 | Próxima fase                |
| 2   | Genus          | 20  | 12 | 5 | 5 | 2 | 24 | 17 | +7 | Próxima fase                |
| 3   | Ariquemes      | 19  | 12 | 4 | 7 | 1 | 15 | 12 | +3 | Próxima fase                |
| 4   | Vilhena        | 17  | 12 | 5 | 2 | 5 | 15 | 13 | +2 | Próxima fase                |
| 5   | Rolim de Moura | 15  | 12 | 5 | 0 | 7 | 14 | 23 | −9 |                             |
| 6   | Espigão        | 15  | 12 | 4 | 3 | 5 | 16 | 19 | −3 |                             |
| 7   | Ji-Paraná      | 7   | 12 | 1 | 4 | 7 | 12 | 19 | −7 | Rebaixado à Série B de 2014 |

#### Confrontos
| Mandante \ Visitante | ARI | ESP | GEN | JPA | PIM | RLM | VEC |
| -------------------- | --- | --- | --- | --- | --- | --- | --- |
| Ariquemes            | —   | 1–1 | 2–2 | 2–1 | 2–2 | 1–0 | 1–0 |
| Espigão              | 2–1 | —   | 1–1 | 1–0 | 2–4 | 1–0 | 1–0 |
| Genus                | 2–2 | 2–2 | —   | 2–2 | 3–1 | 4–1 | 3–2 |
| Ji-Paraná            | 1–1 | 2–1 | 0–2 | —   | 1–1 | 2–3 | 1–1 |
| Pimentense           | 0–0 | 3–2 | 2–1 | 1–0 | —   | 5–1 | 1–0 |
| Rolim de Moura       | 1–2 | 2–1 | 0–2 | 2–1 | 2–1 | —   | 0–0 |
| Vilhena              | 0–0 | 3–1 | 1–0 | 2–1 | 3–2 | 3–1 | —   |

### Fases finais
Em itálico, as equipes que possuem o mando de campo no primeiro confronto; em negrito as equipes classificadas.
|  | Semifinais | Semifinais | Semifinais | Semifinais |   |         | Final | Final | Final | Final |
|  |            |            |            |            |   |         |       |       |       |       |
|  | Vilhena    | 1          | 2          | 3          |   |         |       |       |       |       |
|  | Genus      | 0          | 2          | 2          |   |         |       |       |       |       |
|  | Genus      | 0          | 2          | 2          |   | Vilhena | 5     | 1     | 6     |       |
|  |            |            |            |            |   | Vilhena | 5     | 1     | 6     |       |
|  |            | Pimentense | 0          | 3          | 3 |         |       |       |       |       |
|  | Ariquemes  | Pimentense | 0          | 3          | 3 | 1       | 1     | 2     |       |       |
|  | Ariquemes  |            |            |            |   | 1       | 1     | 2     |       |       |
|  | Pimentense | 0          | 3          | 3          |   |         |       |       |       |       |

| Fonte: FFER |

#### Finais
| 26 de maio | Vilhena                                                 | 5-0       | Pimentense | Portal da Amazônia, Vilhena                                             |
| 18:15      | Cabixi 35' · Valtinho 62' , 73' · Luiz Gustavo 57', 88' | Relatório |            | Público: 928 Renda: R$ 18.020,00 Árbitro: RO Sidnei Pereira de Oliveira |

| 1 de junho | Pimentense                               | 3-1       | Vilhena    | Ataíde, Pimenta Bueno                                                  |
| 18:15      | Alex 32' · Fernandinho 56' · Geilson 73' | Relatório | Cabixi 60' | Público: 1 262 Renda: R$ 12.620,00 Árbitro: RO Fledes Rodrigues Santos |